# Yoshida Tōshi

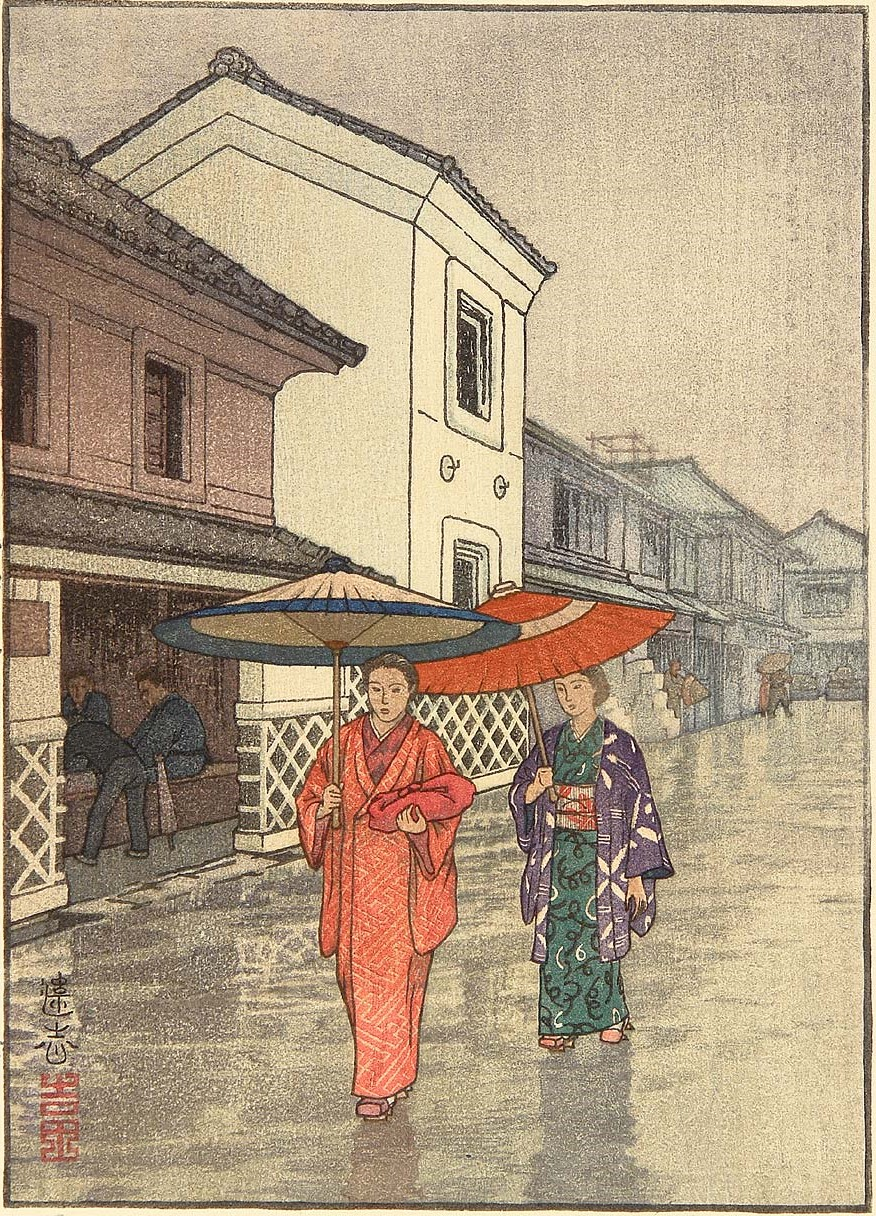
Speicher in Kure

Yoshida Tōshi (japanisch 吉田 遠志; geboren am 25. Juli 1911 in Tokio; gestorben am 1. Juli 1995 daselbst) war ein japanischer Holzschnittkünstler.

## Leben und Werk
Yoshida Tōshi, geboren in Tokio, war der älteste Sohn des Malers und Holzschnittkünstlers Yoshida Hiroshi. Wie sein Bruder Hodaka kam er schon im frühen Alter im Atelier seines Vaters mit den traditionellen Holzschnitttechniken in Berührung. 1934 schloss er seine Ausbildung an der Kunstschule „Taiheiyō Gakai Kenkyūjo“ ab.
1930 reiste Yoshida Tōshi mit seinem Vater, um zu zeichnen, nach Südostasien und besuchte Indien, Birma und Malaysiern. 1936 besuchte er mit seinem Vater den Nordosten Chinas und die koreanische Halbinsel. 1938 konnte er zum ersten Mal bei der Taiheiyō Gakai ausstellen und tat das auch in  den folgenden Jahren.
Nach dem Zweiten Weltkrieg stellte er 1947 auf der „Nitten“ das Bild „Senkai no yōkō“ (浅海の陽光) – „Sonnenlicht über dem flachen Meer“ aus. Daneben zeigte er Bilder auch auf der „Ausstellung der Unabhängigen“ (アンデパンダン展). 1950 zog er sich aus der Taiheiyō Gakai zurück und gründete die „Gruppe der Plus-Künstler“ (プラス美術家群, Purasu bijutsuka-gumi). Im folgenden Jahr wurde er Mitglied der „Japan Print Association“ (日本版画協会, Nihon hanga kyōkai). 1952 hielt er in Zusammenarbeit mit der Japan Society in New York Vorträge in den USA, lehrte am Art Institute of Chicago  traditionelle Holzschnitttechniken und arbeitete mit an einem Buch in Englisch unter dem Titel „Japan Print Making. A Handbook of Traditional and Modern Techniques“. Er stellte in verschiedenen Teilen des Landes aus, bevor er nach Europa weiterreiste.
1954 besuchte Yoshida mit seinem Bruder Hotaka, der ein Maler im westlichen Stil war, wieder die USA, hielt Vorträge und Ausstellungen in verschiedenen Teilen der Vereinigten Staaten. Anschließend besuchte er Kuba und Mexiko. Nach 1966 reiste er weiter gelegentlich in die USA, um Vorträge und Ausstellungen mit Holzschnitten zu halten. 1973 besuchte er Ostafrika und fertigte seitdem hauptsächlich Drucke mit Tiermotiven an. Später reiste er nach Indien, Australien, der Antarktis usw., um an verschiedenen Orten Wildtiere zu zeichnen. Als 1980 das  „Miasa Kulturzentrum“ (美麻文化センター) in einem alten Schulgebäude einer Grund- und Mittelschule im Dorf Miasa (Präfektur Nagano) als Ort für technische Anleitungen zu Holzschnitten, Glasarbeiten und Keramik eingerichtet wurde, wirkte Yoshida dort als Lehrer.
1982 begann Yoshida mit der Veröffentlichung einer Bilderreihe mit dem Titel „Wildtier-Serie (Afrika)“  (野生動物シリーズ(アフリカ), Yasei dōbutsu shirīzu). Im selben Jahr gewann er mit „Hajimete no Kari“ (はじめてのかり) den „Elba-Preis“ bei der  italienischen Bologna Children’s Book Fair und 1988 den Kulturpreis der Stadt Amiens für „Ashioto“ (あしおと) – „Schritte“. Die Serie wurde auch mit dem „Picture Book Nippon Award“ (絵本にっぽん賞) ausgezeichnet.